# 이상규 (1952년)
이상규(李象奎, Sang-Gyoo Lee, 1952년 12월 13일- )는 대한민국의 신학자이며 고신대학교에서 교회사를 가르쳤으며, 현재 명예교수로 있다.
한국교회 사료 발굴에 공헌했으며 한국교회사가로 높이 평가받고 있다. 2012년 요한 칼빈 탄생 500주년 기념사업회에서 올해의 신학자로 선정되었고, 2018년 10월 27일 한국복음주의신학회에서 학술상을 받았다. 한국장로교 신학회 회장과 개혁신학회 회장을 역임하였다. 국제신학저널인 Unio cum Christo 편집위원이다. 2019년 3월부터 백석대학교 석좌교수로 있다. 거제교회와 대연중앙교회를 설립한 이갑득 목사의 사위이다. [개혁주의란 무엇인가?]-SFC- 라는 책의 저자이다.

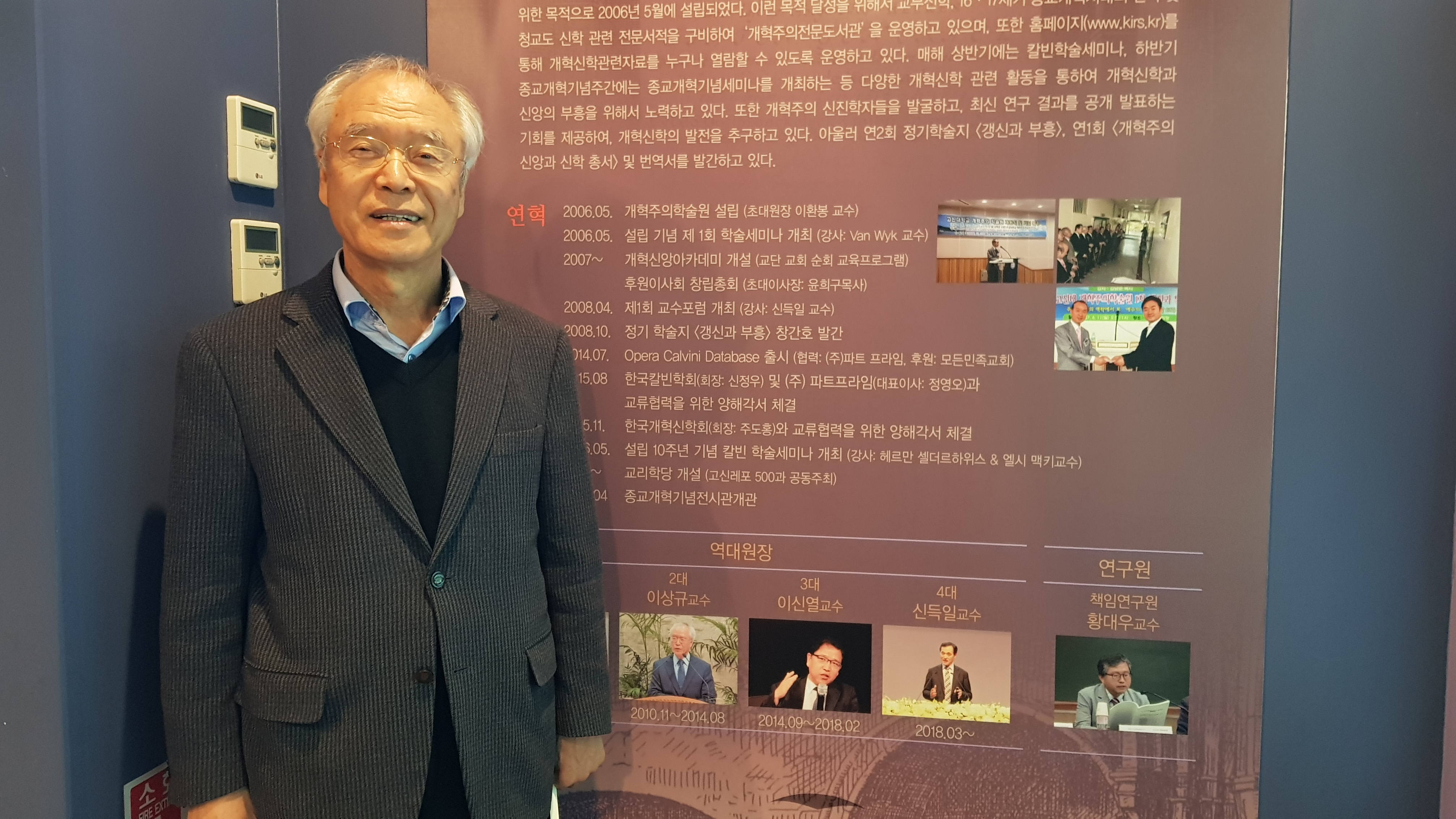
이상규 박사, 개혁주의 학술원 제 2대 원장

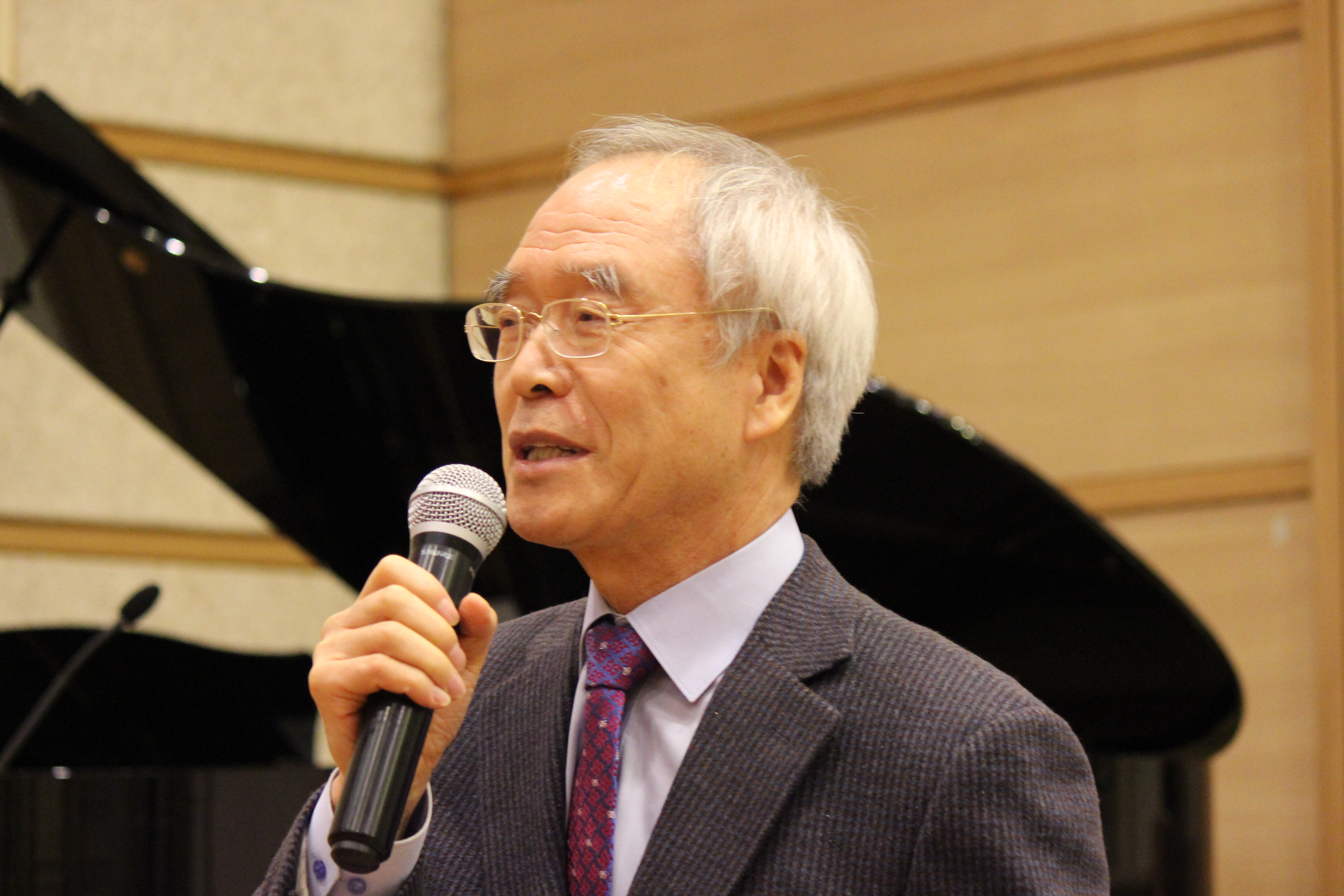
고신대학교 이상규 박사

## 학력
- 고신대학교 신학부 신학과 신학사(B.Th.)
- 고신대학교 신학대학원 목회학석사(M.Div.)
- 고신대학교 대학원 신학과 신학석사(Th.M.)
- 호주빅토리아 장로교 신학대학 대학원
- 호주신학대학(ACT) 신학박사(Th.D.)

## 경력
- 미국 캘빈 대학교, Visiting scholar
- 미국 Associated Mennonite Biblical Seminary, Visiting scholar
- 호주 Macquarie University, 연구교수(2002-2008)
- 한국교회와 역사연구소 소장(2005~현재)
- 부산경남 교회사연구회 회장(2006~현재)
- 한국복음주의 신학회 편집위원(2007.1 ~ 현재)
- 한국장로교 신학회 회장(2014. 3. 29 ~ 2016)
- 개혁신학회 회장(2014. 10 ~ 2017)
- 국제학술지 Unio cum Christo, Honorary Member of Editorial Board (2015. 2 ~)
- 고신대학교 (1983년 - 2019년 2월)
- 백석대학교 (2019년 - )

## 생애
이상규는 1950년 음력 12월 13일(양력으로는 1951년 1월 20일) 경북 영주군 안정면 용산동 시골마을에서 10남매 중 막내로 태어났다. 6.25 전쟁 중인 1952년 2월 24일 부친을 여였으니, 그가 태어난 지 꼭 1년 11일이 되는 때였다. 그의 모친 박귀돌(1910-93) 여사는, 위로는 시부모를 모시고, 아래로는 남편 잃은 자부와 손자, 그리고 5남매의 자녀를 키워야 했으니 그 삶의 고달픔은 이루 말할 수 없었으리라. 그의 회고록에 따르면, 어머니가 마지막 희망을 찾아간 곳이 교회였고, 마치 니고데모처럼 밤중 몰래 아랫동네 대룡산(大龍山) 교회를 찾았는데 이것이 신앙의 시작이었다고 한다. 이상규도 초등학교 입학 무렵 어머니를 따라 교회 가기 시작했다. 그가 고백하듯, 기독교 신앙과 가치는 어린 그의 가슴에도 깊이 남겨졌다. 아우구스티누스의 어머니 모니카와 웨슬리 형제의 어머니 수잔나처럼, 어머니의 기도는 그에게 큰 힘이 되었을 것이다. 또한 이상규는 자신이 학문의 길에 들어서도록 영향을 준 인물로 할아버지를 떠올린다. 어린 시절 한학자인 할아버지로부터 배운 천자문, 명심보감, 동몽선습, 소학 등은 후일 교회사 연구를 위한 큰 재산이었다고 한다.
그는 교회사가가 된 계기에 대해 “고등학교 3학년 때 유명한 교회사가인 민경배 교수가 쓴 문고판 「한국의 기독교회사」를 읽었다”며, “물론 다 읽지 못했고 이해도 못 했지만 교회사 연구에 대해 동기를 부여해준 책이다”라고 말했다. 이어 “역사를 연구하면 기독교인뿐만 아니라 비기독교인에게도 기여할 수 있겠다고 생각해 학부 시절부터 교회사를 공부하기로 마음먹었다”고 밝혔다.

## 연구방법
그가 방법에서 중요한 키워드는 두 가지다. ‘개혁주의’와 ‘통합사적 연구’다. 이교수는 평생 종교개혁자 장 칼뱅의 신학에 기초해 개혁주의를 토대로 학문을 연구해 왔다. 이교수는 자유주의, 무교회주의, 재세례파, 메노나이트 등 다른 신학적 흐름에 대해서도 깊이 연구하며 다양한 관점을 익히면서도 개혁주의에서 떠나지 않았다. 또 서양교회사나 한국교회사 둘 중 하나에 치우치지 않는 통합사적 연구를 수행하기 위해 애썼다. 한국교회 역사의 고유성만 강조하거나 서양교회사의 보편성에 치우치지 않고 균형과 긴장을 유지하며 연구에 매진했다. 그는 교회사가이면서도 실증사관에 입각해 있다는 평가를 받기도 한다. 이에 대해 이교수는 “먼저 역사가는 당대가 아니라 다음 시대에 학문적으로 정직했다고 평가 받는 게 중요하다고 생각한다”며, “기독교인은 학문적 도구로서의 실증주의를 중시하되 역사의 주인은 하나님이란 관점을 가져야 한다. 어느 한쪽에 치우치지 않고 중심을 잘 잡아야 한다”라고 강조했다.
박응규, 주강식, 우병훈 세 연구자의 평가에 의하면 이상규 교수의 교회사 관점은 실증사관을 중시하되 교회론적 사관을 지향한다고 한다. 김홍만 박사와 우병훈 교수 그리고 신민석 박사의 연구의 결과도 비슷하다.

## 연구한 글들
신민석 박사의 연구에 따르면 아래와 같다.

### 한국인
(총71명)
```
 길선주 김광일 김이호 김재준 김치선 명향식 민경배 박손혁 박인순 박윤선
 박형룡 손양원 송상석 오병세 오혜순 유재기 이갑득 이근삼 이보민 이약신
 이현속 장기려 정규오 조수옥 주기철 주남선 차은희 최성순 한경직 한명동
 한상동 (총31명)
*서상륜 서경조 고학윤 배성두 정준모 이승규 심상현 심취명 정덕생 박성애
 이병수 박신연 김동규 김주관 임치수 황보기 엄주신 최상림 서성희 이현속
  조용학 최덕지 손명복 장바울 양성봉 양한나 심문태 윤인구 이일래 조용석
 이정심 강성갑 박기천 배추달 홍반식 (총35명)
김메리 백사겸 백과부 이수정 
장수철
(아동문학가, 찬송가 작가) (총5명)
```

### 선교사
(총27명)
```
 덕배시(J.H. Davies) 마라연(C.I. Mclaren) 매견시(J.N. Mackenzie)
 맥목사(J.H. Mackay) 민지사(B. Menzies) 배위량(W.M. Baird)
 손안로(A. Adamson) 왕길지(G. Engel) 토마스(R.J. Thomas)
 한부선(B.R. Hunt) 함일돈(F.E. Hamilton)
기일(J.S. Gale) 편위익(M.C. Fenwick) 셔우드 홀(S. Hall)
거열휴(H. Currell) 대지안(E.J. Davies) 모이리사백(E.S. Moore)
 안진주(M.L. Alexander) 추마전(M. Trudinger)
거이득(E.A. Kerr) 마포삼열(S.A. Moffett) 모삼열(S.F. Moore)
 원두우(H.G. Underwood) 윌리엄 맥켄지(W.J. Mckenzie)
 이눌서(W.D. Reynolds) 허을(R.S. Hall) 홀(W.J. Hall)
```

### N.B. 비논문 형태로 다룬 글로
- 『부산경남지역 기독교회의 선구자들』(2012), 『교회 쇄신운동과 고신교회의 형성』(2016)
- 『한국교회사의 뒤안길』(2015)에서 다루어진 인물들.
- 『호주 선교사 열전. 진주와 통영』(2019)에서 다루어진 인물들.
- 『KMQ』 (2002-5)에 기재된 인물들.

## 평가
그의 신학적 평가는 한국교회사학 연구가로서 고신 역사, 초기 기독교회사, 16세기 종교개혁사, 개혁주의 신학, 한국교회사, 호주장로교회와 선교사, 부산·경남지방 기독교사 등 여러 분야에서 25권의 단행본, 170여편의 논문의 논문을 발표하는 등 왕성한 연구자로 평가하고 있다. .

## 주요 저서
- ｢한국에서의 칼빈연구 100년(1884-1984)｣, 개혁주의 신행협회, (1985).
- ｢교회, 그리고 교회사｣, S.F.C., (1991. 7
- ｢한국교회의 역사적 흐름｣, 총회교육위원회, (1991. 9)
- ｢교회개혁사｣, 성광문화사, (1997. 3).
- ｢교회의 역사｣, 도서출판 영문, (1999. 9)
- ｢의료선교는 어떻게 시작되었을까?｣ (2000. 1)
- ｢한상동목사, 그의 생애와 신앙｣(글마당, 2000. 11)
- ｢부산지방 기독교 전래사｣(글마당, 2001, 11)
- ｢교회개혁과 부흥운동｣ (SFC, 2004)
- ｢한국교회역사와 신학｣ (생명의 양식, 2007)
- ｢한국교회의 역사와 신학｣ (생명의 양식, 2008, 2014)
- ｢해방후 한국장로교회의 역사와 신학｣ (한국기독교역사연구소, 2015)
- ｢베어드의 선교일지｣ (숭실대학교 한국기독기독교박물관, 2013)
- ｢교회 쇄신운동과 고신교회의 형성｣ (생명의 양식, 2016)
- ｢초기 기독교와 로마 사회: 로마 제국 하에서의 기독교｣ (SFC: 2016)
- ｢왕길지(Gelson Engel)의 한국선교｣ (숭실대학교 한국기독교문화연구원, 2017)
- ｢한국교회와 개혁신학｣  (도서출판 카리타스, 2018)

## 수상
- 21세기 칼빈주의자 및 개혁주의 신학자 106인 선정, FamousFix Lists[11]
- 한국 칼빈주의자 및 개혁주의 기독교인 9인 선정, FamousFix Lists[12]
- '2024 주목할만한 고신대학교 동문' 2위 선정, Edurank(세계대학평가기관) 선정,[13]
- 한국신학회 야립대상 (2021년)
- 대한민국 녹조 근정훈장 수훈(2018년)
- 한국복음주의신학회 신학자상 (2018년)
- 올해의 신학자상(2012)(요한칼빈탄생500주년기념사업회)
- 한국교회사학연구원 학술상(2010)[14]
- 제4회 기독교문화대상(21세기크리스천포럼, 2010)
- 통합연구학회 학술상(1991)

## 같이 보기
- 이갑득
- 이종윤
- 이형기
- 이만열
- 안명준
- 한국복음주의신학회
- 한국장로교신학회
- 요한칼빈탄생500주년기념사업회
- 종교개혁500주년기념일
- 한국의 신학자 목록